# Póvoa de Lanhoso
Póvoa de Lanhoso is een gemeente in het Portugese district Braga.
De gemeente heeft een totale oppervlakte van 133 km² en telde 22.772 inwoners in 2001.
De gelijknamige plaats telde circa 4600 inwoners.

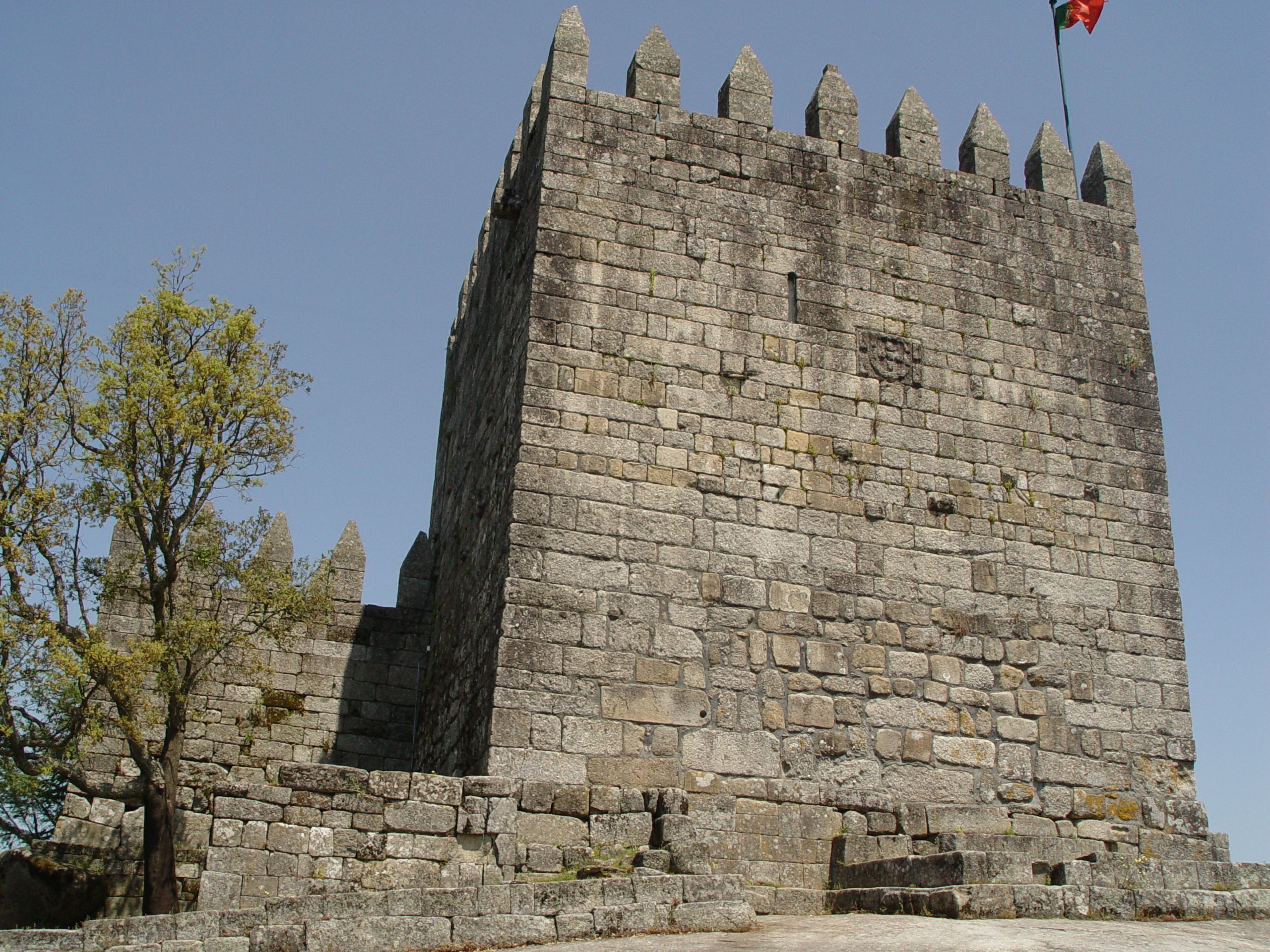
Kasteel

## Plaatsen in de gemeente
- Águas Santas
- Ajude
- Brunhais
- Calvos
- Campos
- Covelas
- Esperança
- Ferreiros
- Fontarcada
- Frades
- Friande
- Galegos
- Garfe
- Geraz do Minho
- Lanhoso
- Louredo
- Monsul
- Moure
- Oliveira
- Póvoa de Lanhoso
- Rendufinho
- Santo Emilião
- São João de Rei
- Serzedelo
- Sobradelo da Goma
- Taíde
- Travassos
- Verim
- Vilela

Amares · Barcelos · Braga · Cabeceiras de Basto · Celorico de Basto · Esposende · Fafe · Guimarães · Póvoa de Lanhoso · Terras de Bouro · Vieira do Minho · Vila Nova de Famalicão · Vila Verde · Vizela